# Hans Puggaard
Pour les articles homonymes, voir Puggaard.
Hans Puggaard, né le 3 septembre 1788 à Copenhague et mort le 8 avril 1866 dans la même ville, est un marchand et armateur danois. En 1813, il fonde la société H. Puggaard & Co, spécialisée dans le commerce en gros de céréales, de café et de sucre. Ayant accumulé une fortune impressionnante, Puggaard consacre une grande part de celle-ci à des causes caritatives.
Son épouse Bolette Puggaard, fille de Christopher Friedenreich Hage, est artiste-peintre, et le couple soutient activement les artistes de l'âge d'or danois.

## Biographie
Élevé dans des conditions modestes, Puggaard est le fils de Thomas Puggaard (1748-1818) et Cathrine Marie Puggaard, née Svane (1754-1814). Son père, Thomas Puggaard, est maitre de chapelle adjoint à l'église Holmens et propriétaire du bar à punch au Theatre royal danois de Kongens Nytorv. Appelé aussi parfois à jouer des rôles mineurs au Théâtre, il devra y renoncer après une imitation trop enthousiaste du chant d'un coq dans une tragédie d’Oehlenschläger , qui provoqua un fou-rire généralisé.
L'aspiration du jeune Hans Puggaard est de devenir commerçant mais il doit commencer modestement comme commis au siège social de Classen's Frederiksværk tout en gérant en parallèle divers transports de marchandises entre Frederiksværk et Copenhague. Il devient ensuite secrétaire du Major Eilert Tscherning lors du voyage de celui-ci en Suède en 1812, et l’assistera dans ses activités d'espionnage sur la situation militaire en Suède. Il profite de l'occasion pour acheter des produits anglais qui ne sont à l’époque pas disponibles au Danemark.

## H. Puggaard & Co.
C'est en 1813 que Puggaard obtient finalement sa licence de marchand et fonde sa propre maison de commerce. Contournant le blocus continental, il effectue de nombreux voyages en Suède, à Hambourg, en Angleterre et dans les ports maritimes de la mer Baltique. Ce commerce, au départ en contrebande, forme la base de la prospérité de son entreprise. Puggaard se spécialise essentiellement dans l'exportation de céréales des pays autour de la mer Baltique vers l'Angleterre, mais aussi dans le commerce du bois, du hareng et du vin.
Le mariage de Puggaard avec Bolette Hage, fille aînée de Christopher Friedenreich Hage, un partenaire commercial sur l'île de Møn, est décisif pour le développement de son entreprise. Les relations commerciales entre les deux familles s’intensifient avec le recrutement par Puggaard de son beau-frère Alfred Hage à la tête de sa succursale à Nakskov. Il en fait plus tard un associé de la maison mère. La succursale de Nakskov exploite sa propre flotte, se composant au départ de deux goélettes, Caroline et Anette Hage, toutes deux construites à Nakskov, du brick Bolette Puggaard, de la barque Johannes Hage, et de la goélette-brick (skonnertbriggen) Hother Hage.
Le fils de Hans Puggaard, Rudolph Puggaard, rejoint le bureau de Nakskov en 1839 et puis occupe un poste de direction au siège social de Copenhague à partir de 1842. Un autre beau-frère, Christopher Hage, est alors chargé de la succursale de Nakskov.
Le commerce des céréales reste longtemps le secteur d'activité principal de l'entreprise à côté de celui du café et du sucre. Plus tard, l'entreprise est également engagée dans la banque et l'assurance.
Progressivement, Alfred Hage joue un rôle de plus en plus dominant dans l'entreprise, Hans Puggaard consacrant alors l’essentiel de son temps à ses activités philanthropiques et de mécénat. Après le décès d'Alfred Hage, Rudolph Puggaard prend la direction de l'entreprise.

## Activité d'armateur
Après la création en 1865 par la société H. Puggaard & Co. de sa filiale Det Kjøbenhavnske Skibsrederi, celle-ci devient propriétaire de plusieurs navires :
- 1852 : Najaden, acheté à la Marine royale danoise en 1865 ;
- 1853 : Freia, acheté à la Marine royale danoise ;
- 1859 : Zampa, acheté auprès de HP Prior  en 1864 ;
- 1859 : Freia, acheté auprès de HP Prior ;
- 1861 : Saga, acheté à la Marine royale danoise ;
- 1863 : Rota, acheté à la Marine royale danoise ;
- 1865 : Havfruen, acheté à la Marine royale danoise
- 1865 : Maria Lehmann, toujours détenu en 1868 ;
- 1866 : Bolette Puggaard, toujours détenu en 1869 ;
- 1866 : Johannes Hage, construit pour l'entreprise ;
- 1867 : Signe Puggaard, anciennement Najaden, acheté à la Marine royale danoise et revendu en 1882 ;
- 1868 : Charlotte Hage, revendu avant 1873 ;
- 1870 : Christopher Hage, propriété de Puggaard & Hage, Nakskovv ;
- 1872 : Hother Hage, propriété de Puggaard & Hage, Nakskov ;
- 1873 : Tordenskjold, acheté à la Marine royale danoise ;
- 1875 : Esbern Snare, construit pour l'entreprise et revendu en 1876 ;
- 1876 : Bury St Edmunds, revendu en 1888.

## Vie privée
Le 13 août 1816, Puggaard épouse Bolette Cathrine Frederikke Hage à l'église de Stege. Ils ont deux fils - Rudolph Puggaard (1818-1883) lequel rejoint l'entreprise familiale et en prend ultérieurement la direction, et Christopher Puggaard (1823-1864), un géologue réputé, auteur notamment d'un traité sur la géologie des falaises de craie de l'île de Moen -, ainsi qu'une fille, Annette Maria Puggaard (1821-1849), artiste-peintre comme sa mère, qui épouse l'homme d'Etat Orla Lehmann.
Les époux Puggaard vivent dans une demeure exceptionnellement belle à Store Kongensgade 62 à partir de 1830. Préalablement, Puggaard a habité à Kronprinsessegade 48 (1816-1818), à Nyhavn 31 (1826), à Nyhavn 43 (1827-1829), ainsi que dans un bâtiment aujourd'hui démoli à la Kongensgade 63 (1916 et 1819-1823) et à la Dronningens Tværgade 9 (1824-1825). En 1831, Puggaard achète en outre la propriété Skovgård à Ordrup où la famille séjourne en été. Le bâtiment, déplacé lors de la construction de Skovgårdsskole dans les années 1960, est désormais classé.
Bolette Puggaard est artiste-peintre et élève de Eckersberg. Elle est la seule femme peintre parmi les artistes de «l’âge d’or» danois à peindre des paysages. Elle expose à plusieurs reprises. Leurs maisons à Copenhague et à Ordrup sont fréquentées par les meilleurs artistes de l'époque, tels que Bertel Thorvaldsen, CW Eckersberg, Wilhelm Marstrand et Gottlieb Bindesbøll.
À partir des années 1830, la famille Puggaard visite régulièrement l'Italie. Leur résidence romaine est située Via degli Avignonese, près de la Piazza Barberini et de l'atelier de Thorvaldsen. Les Puggaard sont alors connus pour leurs soirées hebdomadaires où les artistes scandinaves et allemands à Rome se réunissent et où des bals et dîners sont organisés.
Hans Puggaard est un original. On le voit sur des caricatures d’époque, la canne en poche, et lisant un livre en marchant, la bouche toujours remplie d’eau (contre le mal de dents, ou - disait-on - pour ne pas avoir à faire la conversation avec les personnes qu’il rencontrait). Ayant vécu lui-même la misère, il aime soutenir ceux dans le besoin, et il est parfois difficile d’entrer chez lui tant il y a de mendiants dans l’escalier.
Puggaard est l'initiateur et un des principaux moteurs de la construction du musée Thorvaldsen. La famille Puggaard est représentée sur la fresque peinte par Jørgen Sonne sur la façade du musée.
Lorsque leur fille Maria épouse l’homme d’Etat Orla Lehmann, leur maison devient également un lieu de rencontre central pour le  mouvement national-libéral. Puggaard est lui-même membre du Folketing de 1854 à 1858 et de nouveau de 1861 à 1864, et du Landsting en 1864-66.
Le nom de Puggaard reste associé à des contributions philanthropiques importantes, essentiellement par les «Puggaardske Legater». Il abrite aussi toujours dans sa maison quelques jeunes qui lui ont été recommandés et qu’il aide à obtenir une formation.
Puggaard meurt le 8 avril 1866 et est enterré au cimetière Holmens.
Une rue à Copenhague porte son nom.